# Kurt Müller (sportskytt)
Kurt Müller, född 4 april 1934 i Kriens, är en schweizisk före detta sportskytt.
Han tävlade i olympiska spelen 1960, 1964 samt 1968. Han blev olympisk bronsmedaljör i gevär vid sommarspelen 1968 i Mexico City.